# Coet sonda

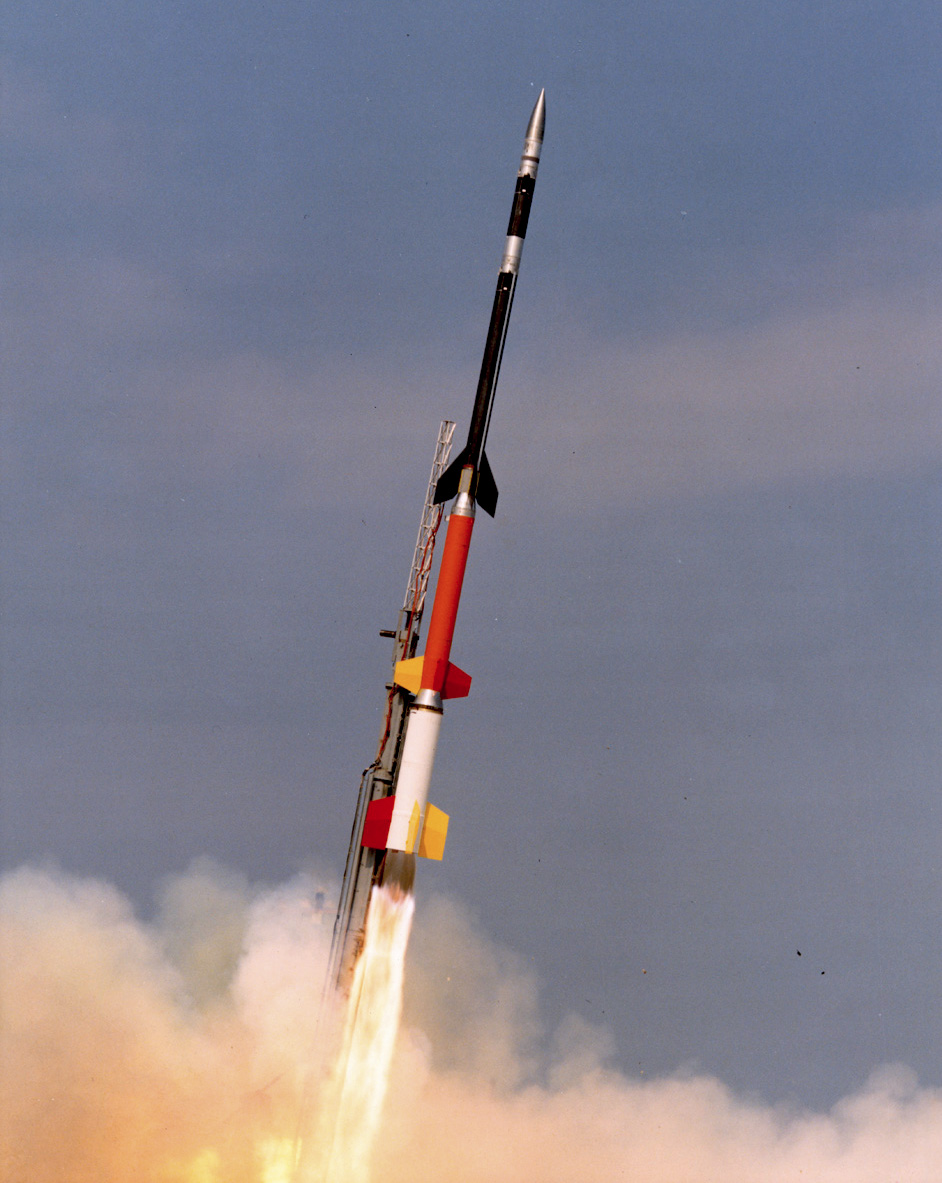
Un coet Black Brant XII sent llançat des de Wallops Flight Facility.

Un coet sonda és un petit coet que porta instruments per estudiar l'atmosfera superior de la Terra o per realitzar observacions astronòmiques per sobre de l'atmosfera. Un coet sonda al contrari d'un vehicle de llançament no entra en òrbita, generalment el seu vol realitza una trajectòria parabòlica descrivint un vol suborbital.
Els coets són utilitzats per transportar instruments des de 50 a 1.500 quilòmetres sobre la superfície de la Terra. Generalment l'altitud entre els globus meteorològics i els satèl·lits. Alguns coets sonda, com el Black Brant X i XII, tenen un apogeu entre 1000 i 1500 quilòmetres, el màxim apogeu de la seva classe. Sovint els coets sonda utilitzen motors de coets d'excedents militars.

## Etimologia
L'origen del terme prové del vocabulari nàutic sonar, el qual consisteix a llançar una línia ponderada d'un vaixell a l'aigua per mesurar la profunditat de l'aigua. El terme en si té les seves arrels etimològiques de les paraules portugueses/italianes/espanyoles o bé franceses de prova, com és "sonda". Sondeig en el context dels coets és l'equivalent a prendre un mesurament.

## Disseny

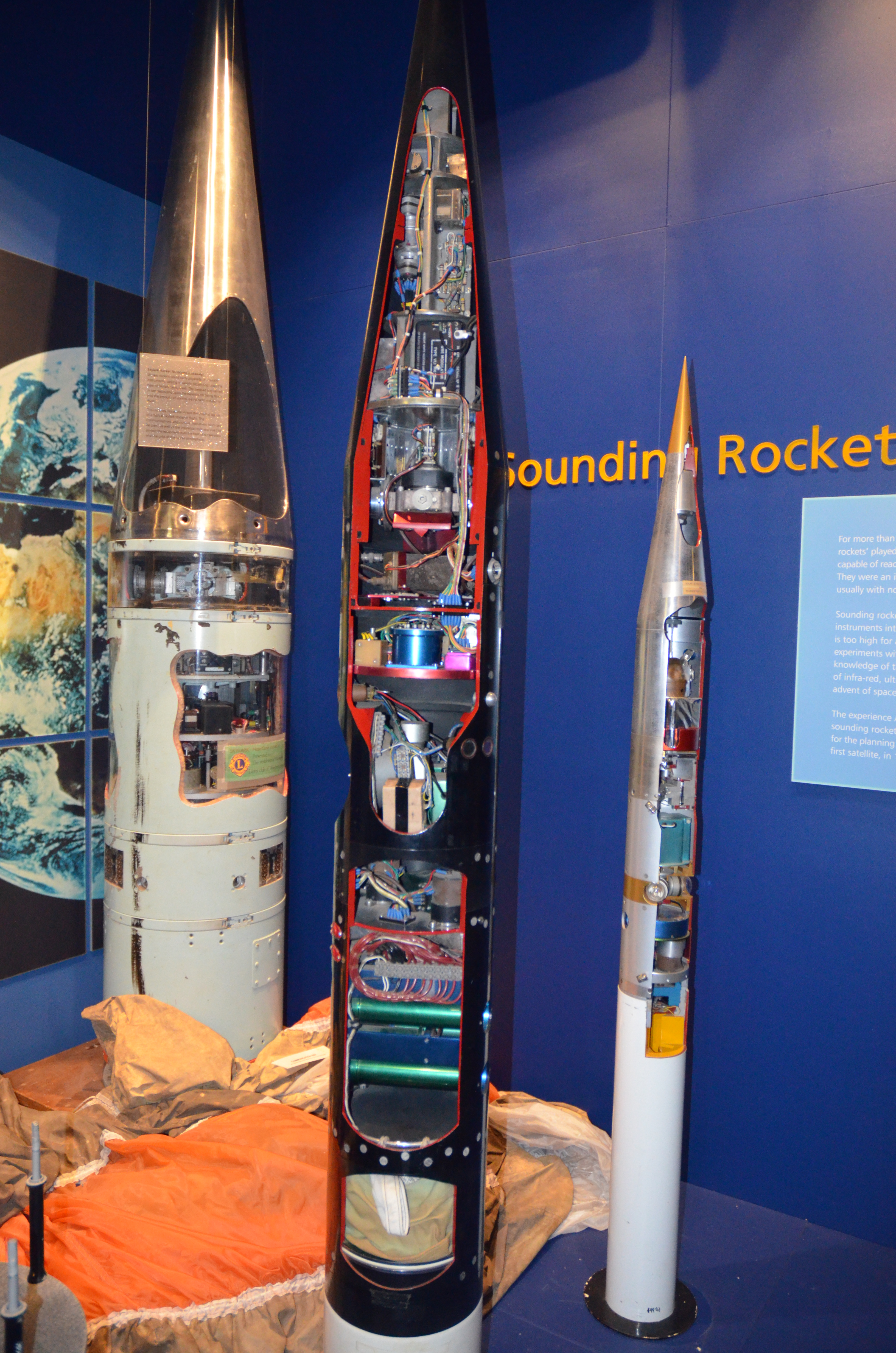
Càrregues útils bàsiques de mostra d'un coet sonda.

Un coet sonda comú consisteix en un motor de coet de combustible sòlid i una càrrega útil científica. La part del vol en caiguda lliure és una trajectòria el·líptica amb l'eix major vertical, que permet a la càrrega útil semblar estar suspès prop del seu apogeu, la mitjana del temps de vol és menor a 30 minuts, generalment de cinc a vint minuts. El coet consumeix el seu combustible en la primera etapa de la part ascendent del vol, i a continuació se separa i cau, deixant a la càrrega útil per completar l'arc i tornar a terra amb un paracaigudes.

## Avantatges
Els coets de sondeig són avantatjosos per a algunes investigacions causa del seu baix cost, termini d'execució curt (de vegades menys de sis mesos) i la seva capacitat per dur a terme la investigació en àrees de difícil accés tan en globus o satèl·lits. També s'utilitzen com a bancs de prova per equips que s'utilitzaran en missions de vol espacial orbital més costosos i arriscats. La mida més petita d'un coet sonda també fa els llançament de llocs temporals possibles tenint en compte els estudis de camp en llocs remots, fins i tot al mig de l'oceà, si és llançat des d'un vaixell.

## Aplicacions d'investigació
Els coets sonda s'utilitzen comunament per:
- Investigació en aeronomia, que requereix aquesta eina per a mesures in situ en l'atmosfera superior
- Astronomia de raigs X o ultraviolada, que requereixen estar per sobre de la major part de l'atmosfera de la Terra
- Investigació en microgravetat, que es beneficia d'uns minuts d'ingravidesa en coets llançats a una altura d'uns centenars de quilòmetres

### Exploració de l'atmosfera superior

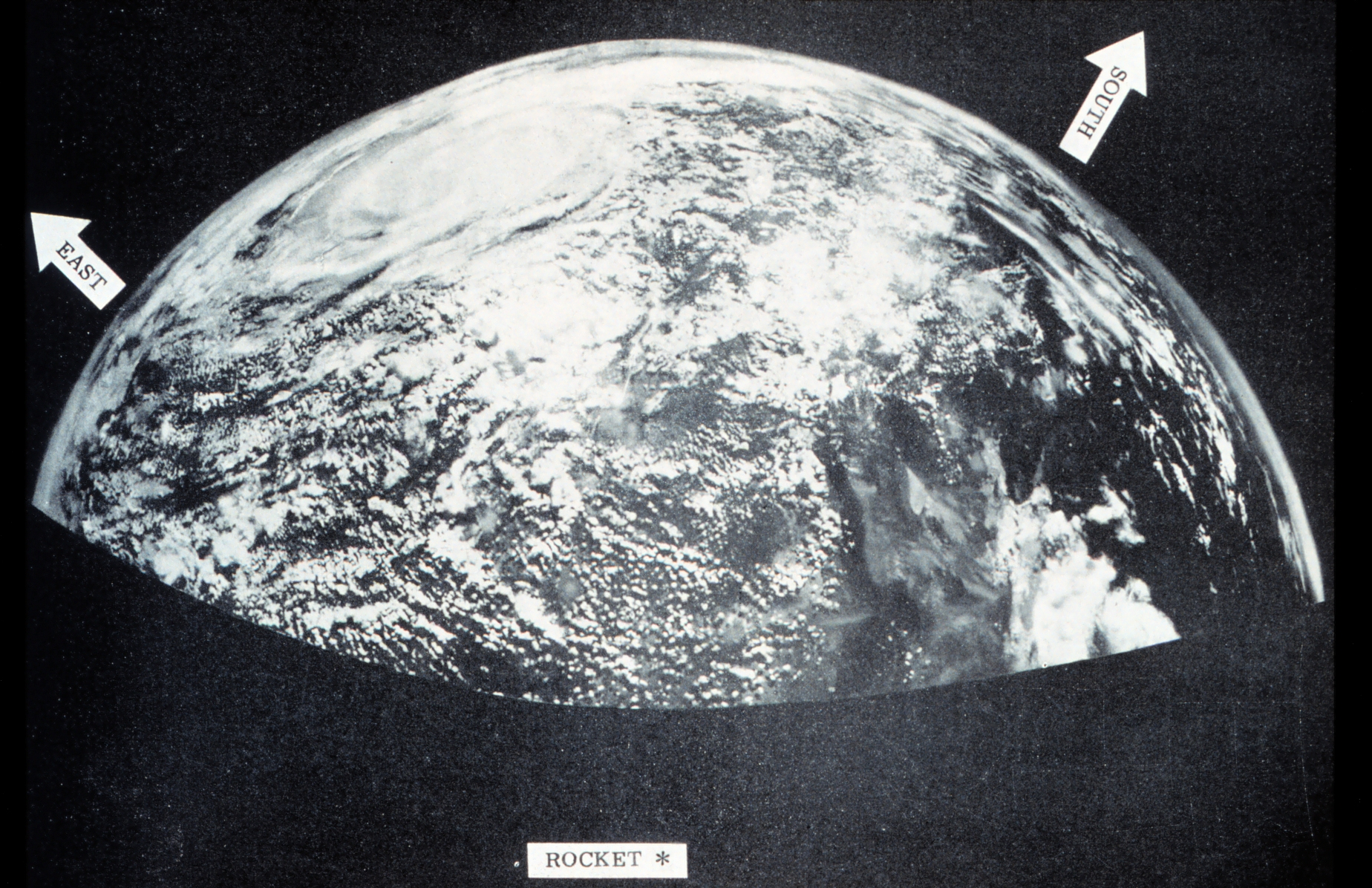
Premera fotografia presa en l'atmosfera superior d'un sistema meteorològic el 5 d'octubre de 1954 per un coet sonda, l'avantpassat de la fotografia per satèl·lit

Per realitzar la primera exploració (o sondeig) de l'atmosfera superior, existien els globus (que solen arribar els 40 km), i posteriorment els satèl·lits (que orbiten a 200 km).
Els primers coneixements de l'entorn terrestre (ionosfera, magnetosfera, etc.) van ser adquirits d'aquesta manera pels Estats Units i la Unió Soviètica a mitjans del segle xx, usant versions modificades del míssil balístic V2 alemany.
Des de llavors, milers de coets sonda s'han llançat a tot el món per a fins científics (geofísica externa, aeronomia, meteorologia, astronomia, física solar i la mateixa biologia per mitjà de cobaies: gats, micos, ratolins, etc.).

### Investigació en microgravetat
El segon tipus d'aplicacions és amb relació a la investigació de la ingravidesa (que sovint es confon amb microgravetat). En aquest cas, hi ha molt poc benefici de gravetat residual observada a la part superior de la trajectòria, quan la propulsió ha cessat i la resistència aerodinàmica es redueix encara més.
Segons els vols, un pot obtenir una microgravetat reduïda fins {\displaystyle 10^{-4}} g, i per un temps que varia fins a diversos minuts (13 minuts com a màxim en el cas del coet Maxus per exemple). Aquesta és una aplicació més recent que l'anterior, el que permet els científics de preparar o entrenar en experiències de vol les mateixes característiques que en un vehicle espacial, com pot ser el transbordador espacial, la ISS o altra nau espacial. Les aplications sovint tenen a veure amb la ciència dels materials (els experiments de fusió i de solidificació) incloent l'interès dels Estats Units, el Japó i Europa.

## Operadors i programes
Al llarg dels anys hi ha hagut diversos programes sobre coets sonda:

### Programa francès

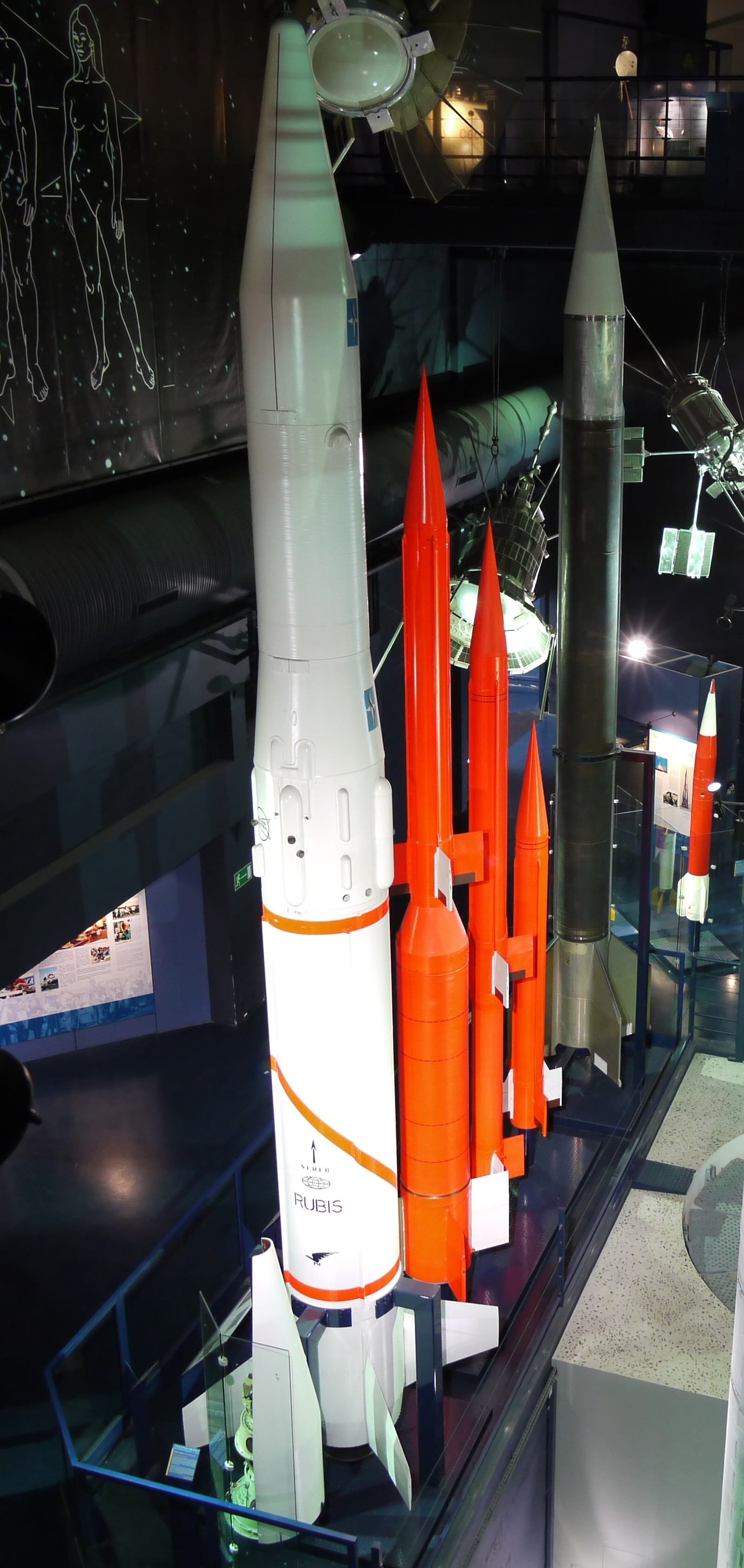
Coets sonda Bélier, Centaure, Dragon i Veronique al museu de l'Aire i l'Espai, Bourget, França (en primer pla, un coet Rubis)

França ha conduït durant quinze anys (aproximadament entre 1960 i 1975) un important programa d'investigació científica i tecnològica amb centenars de coets sonda (Centaure, Dragon, Eridan, Véronique) llançats des de territori francès (île du Levant, Kourou, Illes Kerguelen, Terra Adèlia), algerians (Hammaguir, Colomb-Béchar, Reggane) i en les campanyes a l'estranger (Brasil, Noruega, Islàndia, etc.).

### Programa europeu
L'agència espacial europea va decidir, el 1982, posar en marxa un programa d'investigació de la microgravetat amb coets sonda TEXUS i, més tard el 1991, Maxus de la base d'Esrange.
L'ESA i el Centre d'investigació aeroespacial alemany DLR van escollir Astrium (actualment Airbus Defence and Space) com a contractista principal per a missions comercials utilitzant coets sonda a partir de 1988

### Altres
- Poker Flat Research Range és propietat de University of Alaska Fairbanks i és la instal·lació d'aquest tipus més gran al món.
- El coet Skylark britànic va ser el primer dissenyat en 1955 i va ser utilitzat en 441 llançaments abans que es va acabar en 2005
- VSSC de l'Índia va desenvolupar la sèrie de coets sonda Rohini començant en 1967 que va arribar a altituds de 500 km
- L'Australian Space Research Institute (ASRI) opera el Small Sounding Rocket Program (SSRP) per a llançar càrregues útils (majoritàriament educacionals) a altituds d'uns 7 km
- Indian Institute of Space Science and Technology (IIST) va llançar el coet sonda Vyom el maig de 2012, que va arribar a una altitud de 15 km. Vyom Mk-II es troba en la seva etapa de disseny conceptual amb l'objectiu d'assolir 70 km d'altitud amb 20 kg de capacitat de càrrega útil.
- La University of Queensland opera els coets sonda Terrier-Orion (capaços d'assolir altituds de més de 300 km) com a part del seu programa d'investigació hipersònica HyShot
- L'Agència Espacial Iraniana opera el seu primer coet sonda el febrer de 2007
- UP Aerospace opera el coet sonda SpaceLoft XL que pot arribar a altituds de 225 km
- TEXUS i MiniTEXUS, programes de coets alemanys a Esrange pels programes d'investigació de microgravetat del DLR i l'ESA
- Astrium opera missions amb coets sonda com a base comercial, com a contractista principal l'ESA o el Centre Aeroespacial Alemany (DLR).
- MASER, programa de coets sonda suec a Esrange pels programes d'investigació de microgravetat de l'ESA
- MAXUS, programa de coets sonda suec/alemany a Esrange pels programes d'investigació de microgravetat de l'ESA
- REXUS, programa de coets sonda suec/alemany a Esrange pels programes experimentals estudiantils del DLR i l'ESA
- El NASA Sounding Rocket Program
- La JAXA opera els coets sonda S-310/S-520/SS-520
- L'empresa de Nova Zelanda Rocket Lab està desenvolupant la sèrie de coets sonda Atea de gran capacitat d'adaptació per transportar 5–70 kg de càrregues útils a altituds de 250 km o superior
- Els coets Meteor van ser fabricats per Polònia entre 1963 i 1974.
- El coet Kartika I va ser fabricat i llançat per Indonèsia a través de LAPAN el 1964, convertint-se en el segon coet sonda de l'Àsia després del Japó.